# Nový Ruskov
Nový Ruskov és un poble i municipi d'Eslovàquia. Es troba a la regió de Košice, a l'est del país.

## Història
La primera referència escrita de la vila data del 1214.

## Demografia
| Godina             | 1994 | 2004   | 2014   | 2024   |
| ------------------ | ---- | ------ | ------ | ------ |
| Nombre de persones | 659  | 637    | 642    | 695    |
| Diferència         |      | −3,33% | +0,78% | +8,25% |

| Godina             | 2023 | 2024   |
| ------------------ | ---- | ------ |
| Nombre de persones | 683  | 695    |
| Diferència         |      | +1,75% |